# Длугош, Ян
Ян Длу́гош (пол. Jan Długosz, лат. Ioannes Dlugossius, или Johannes Longinus; 1 декабря 1415, Нова-Бжезница, Лодзинское воеводство — 19 мая 1480, Краков) — польский историк и дипломат, крупный католический иерарх, автор «Истории Польши» в 12 томах.

## Биография
Родился в дворянской семье среднего достатка, один из двенадцати детей Бжежницкого каштеляна Яна Длугоша и Беаты, дочери Марцина из Боровны. Его отличившийся в Грюнвальдской битве отец получил в награду земли в Бжежницком старостве. Имея трёх братьев, носивших одинаковое с ним имя, подписывал в зрелом возрасте свои письма как Ян Длугош Старший.
Получив начальное образование в Новы-Корчине, учился в 1428—1431 годах в Краковском университете, где изучал диалектику и философию. В 1436 году стал краковским каноником, а в 1439 году был принят на должность секретаря краковского епископа Збигнева Олесницкого. Весной 1440 года, возвращаясь со своим патроном из Венгрии, куда тот сопровождал короля Владислава III, спас епископу жизнь от разбойников. Посвященный в том же году Збигневом в священники, вплоть до самой смерти его в 1455 году оставался его секретарём, приобретя неограниченное доверие и расположение епископа, поручившего ему все свои личные и имущественные дела.

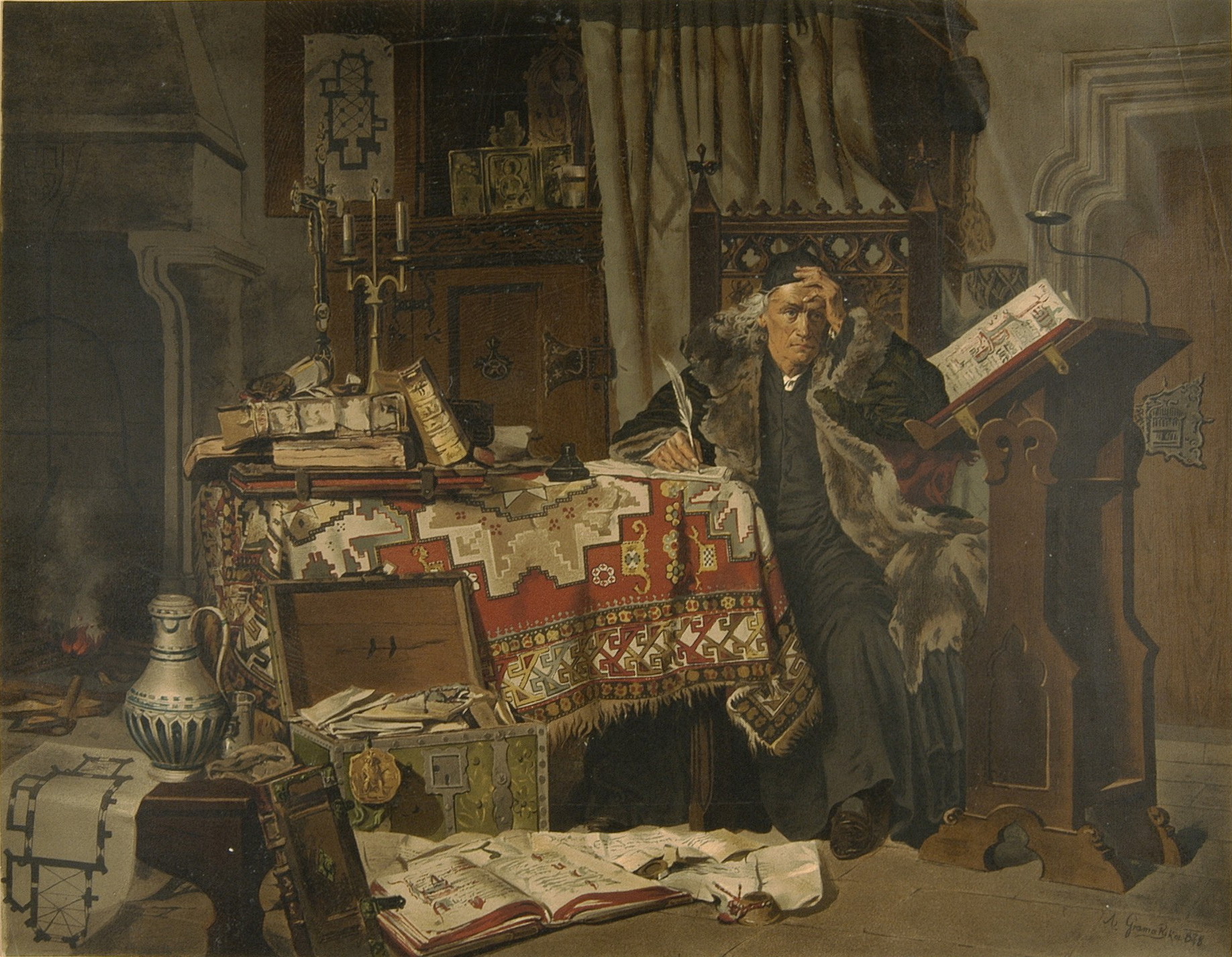
«Ян Длугош»
(худ. Антонуш Грамматика; 1878)

Олесницкий оказал влияние на карьеру Длугоша и на склад его понятий и направление деятельности. В середине 1440-х годов он был назначен им делегатом на Базельский церковный собор, а в 1448 году епископ отправил его в Италию хлопотать у папы Николая V о присылке кардинальской шляпы, давно обещанной Збигневу. Успешное выполнение этого поручения послужило началом дипломатической карьеры Длугоша. Вначале регентство, в отсутствие короля, затем сам король Казимир IV начинают пользоваться услугами Длугоша в сношениях с Чехией, Венгрией и Тевтонским орденом.
Дипломатическая деятельность прерывается по смерти Збигнева, когда, в возникшем между королём и краковским капитулом споре из-за права выбора епископа, Длугош, верный идеям Збигнева о самостоятельном значении церкви в государстве, принял сторону капитула и тем навлёк на себя опалу короля. В 1464 году он, однако, уже снова вёл переговоры в Пруссии, а в 1466 году был в числе польских уполномоченных при заключении Торуньского мира с орденом.
С 1467 года на него была возложена обязанность учителя королевских детей. Когда по смерти Йиржи Подебрада, в 1471 году, старший сын Казимира и воспитанник Длугоша, Владислав, избран был чешским королём, Длугош вместе с ним отправился в Чехию, в качестве как бы наставника и опекуна молодого короля; но вскоре болезнь принудила его возвратиться на родину.
Незадолго до смерти он был избран львовским архиепископом, но, не дождавшись посвящения, умер 19 мая 1480 года. Останки Яна Длугоша покоятся в крипте в основанной им церкви на Скалке.

## Длугош как историк
Среди многих его сочинений наиболее известны «Анналы, или хроники великих королей Польши» (лат. Annales seu cronicae incliti Regni Poloniae) в 12 книгах, называемые обычно «Хроникой Длугоша». Эта наиболее полная польская средневековая хроника писалась с 1455 по 1480 год на латинском языке по образцу сочинения Тита Ливия, горячим поклонником которого являлся Длугош. Предполагаемым инициатором её составления был умерший в 1455 году кардинал Олесницкий. Первая редакция хроники составлена была в 1458—1461 годах, но впоследствии она неоднократно редактировалась и дополнялась Длугошем.

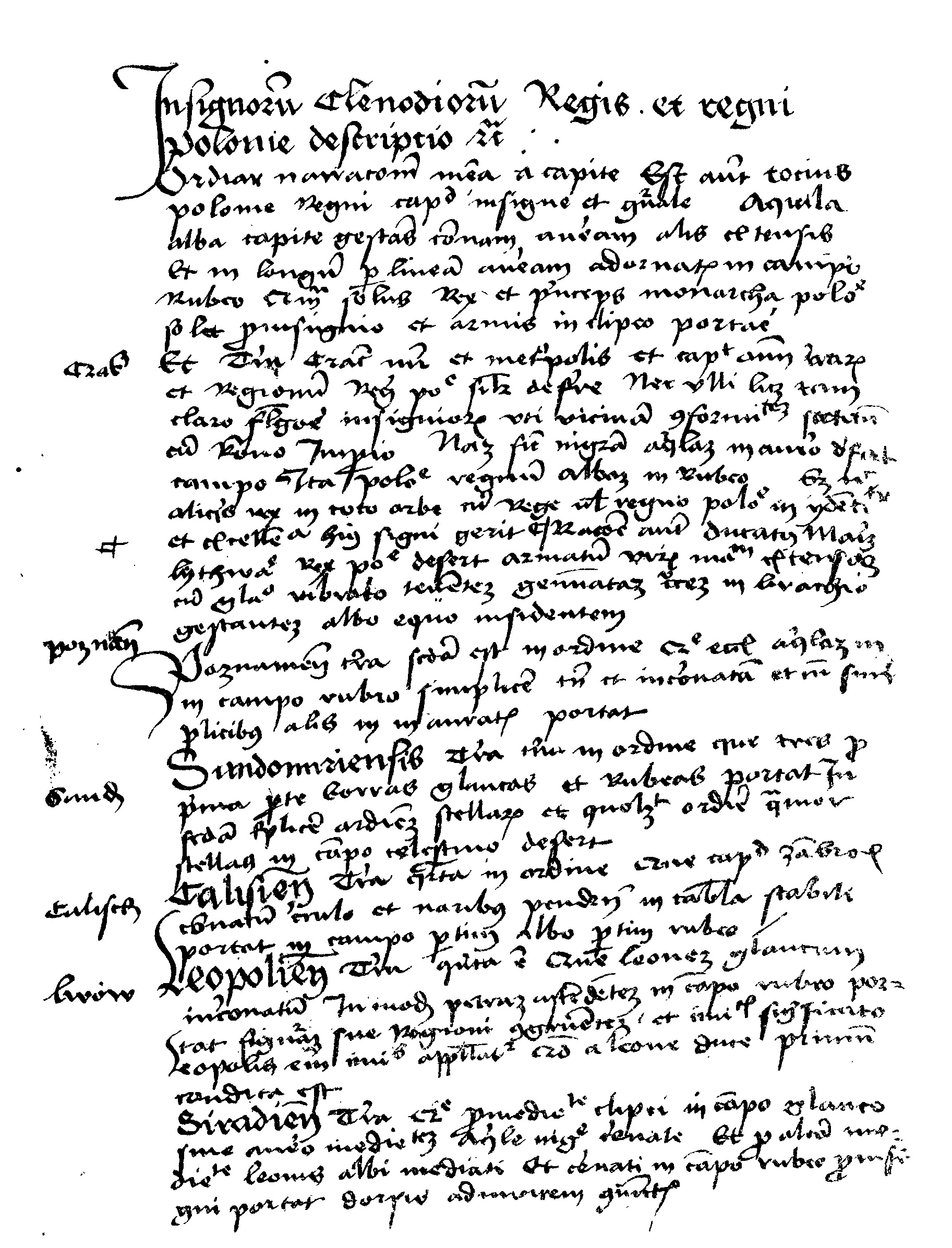
Лист рукописи «Описания гербов королей и королевства Польского» Яна Длугоша (1464—1480)

История начинается в хронике с грехопадения Адама. Он также описывает строительство Вавилонской башни (между Нубией и Египтом). После расселения народов, Яфет получает в удел Европу. Европа ограничена Танаисом, который стекает с Рифейских гор. Другими границами Европы служат Тирренское и Сарматское море, где живут поляки (которых он отождествляет с сарматами). У Яфета был сын Гомер, у Гомера Аскеназ — прародитель сарматов. Также он повествует о первом европейце из рода Яфета, Алане, у которого было три сына: Исикион, Арменон, Негнон. От Исикиона, первенца Алана, произошли франки, римляне и прочие латиняне и алеманны. От второго, Арменона, произошли готы и лангобарды. От Негнона родился Вандал, от которого произошли поляки. Таким образом, расселение предков славян шло из Сенаара, через Халдею и Грецию на берега Дуная в Паннонию — где образовалось «древнее место обитания славян».
Следующее повествование касается братьев Леха и Чеха, сыновей Яна (внука Яфета), которые покинули Паннонию и разделили между собой земли Польши и Чехии. Польша с востока ограничивается Русью, а с запада Саксонией. Важнейшей рекой Польши является Висла, которая начинается в Сарматских Альпах, второй по значению — Одер, далее идут Варта, Днестр, Буг, Неман и Днепр. Внуком Леха был Рус — прародитель русских. Примечательным потомком Руса был Одоакр. Длугош называет Леха — отца и прародителя поляков — современником Карла Великого.
«Хроника Длугоша» является единственным источником сведений о польских богах. В ней перечислено несколько теофорных имён, сопровождаемых соответствиями в римской мифологии: Yesza — Юпитер, Lyada — Марс, Dzydzilelya — Венера, Nya — Плутон, Dzewana — Диана, Marzyana — Церера, Pogoda — соразмерность, в частности временная (Temperies), Zywye — Жизнь (Vita). Александр Брюкнер указал, что многое в списке Длугоша является творением хрониста и не имеет корней в древней славянской мифологии. Так, имена Lyada и Dzydzilelya восходят к песенным рефренам, другие имена принадлежат персонажам низших мифологических уровней, третьи созданы стремлением найти соответствие римскому божеству. Однако несмотря на многие неточности и вымысел, предполагается, что список Длугоша всё же отражает славянскую мифологию. Это относится к именам Nya (когнат русского навь, «смерть»), Dzewana (ср. польск. dziewa, «дева», «девственница») и особенно Marzyana, мифологическим персонажам, выступавшим в сезонных обрядах. Именам Pogoda и Zywye не приведены римские мифологические соответствия. Ряд этих персонажей имеет соответствия за пределами польской традиции.
В «Хронике Длугоша» использованы материалы государственных и церковных архивов, польские, чешские и венгерские хроники, русские и литовские летописи. Ряд источников, в частности рифмованная «Прусская хроника» Виганда Марбургского (конца XIV века), специально переводились по его распоряжению на польский язык. Также в хронике его использованы были некоторые жития святых, народные предания, мемуары Збигнева Олесницкого, свидетельства очевидцев и участников описываемых событий первой половины и середины XV века. Некоторые из использованных Длугошем источников считаются утраченными.
Впервые фундаментальный труд Длугоша был напечатан в 1614 году в сокращении, и лишь в 1711—1712 годах вышло полное его двухтомное издание. Наиболее авторитетной признаётся четырнадцатитомная публикация, выпущенная в 1863—1887 годах в Кракове Александром Пршездецким и Каролем Мехержинским (лат. Joannis Dlugosz Senioris Canonici Cracoviensis Opera Omnia).

### Длугош и Русь

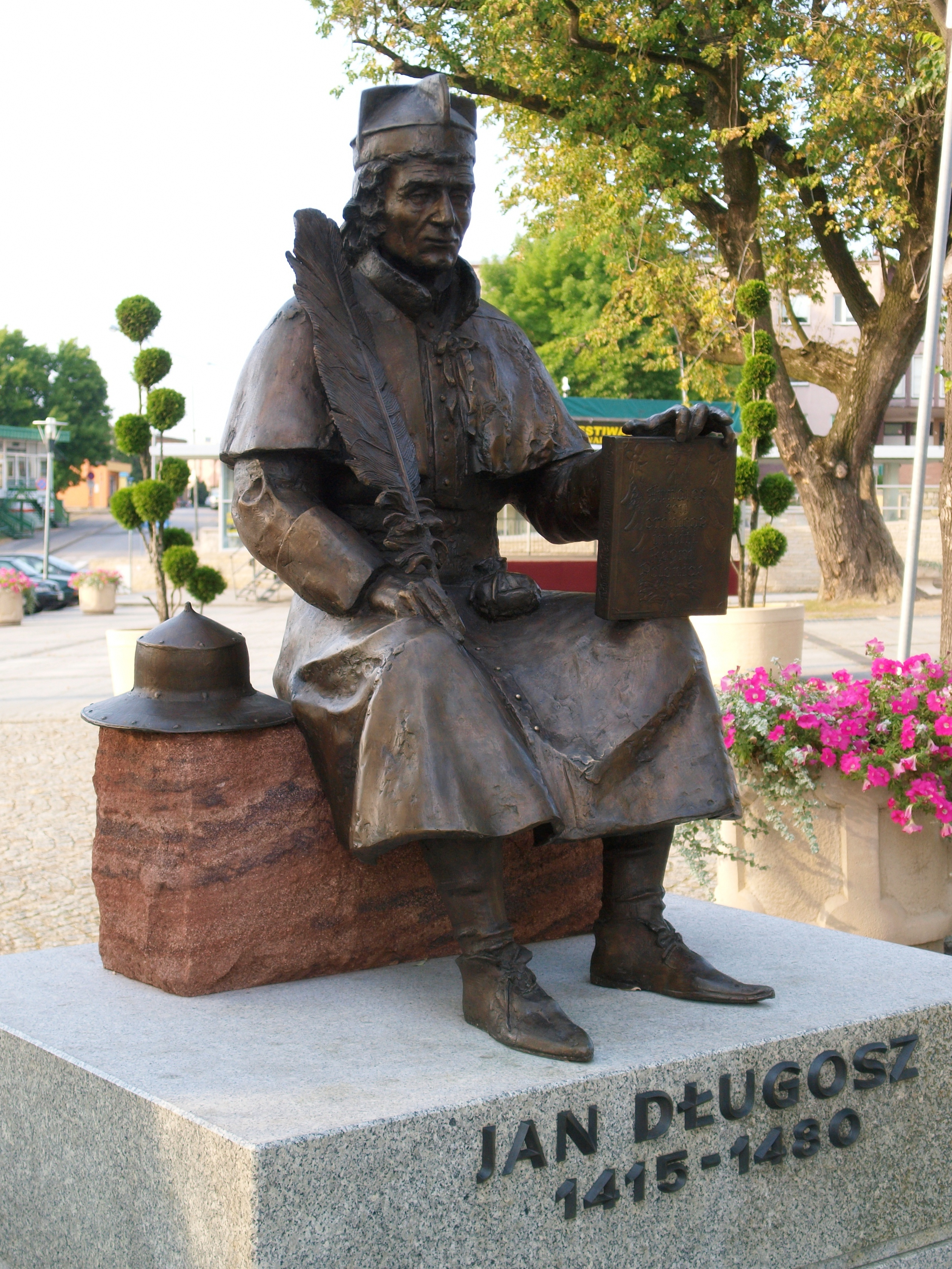
Памятник Яну Длугошу в Клобуцке. Скульптор Ёжи Кендзёра

Длугош стал основоположником полоноцентричной концепции истории Руси, отражавшей внешнеполитические цели и задачи польских правящих элит. Для обоснования польской власти над Русью и убеждения европейцев в важности внешнеполитической миссии Польши на востоке Европы, Длугош, имевший доступ к русским летописям, создавал картину польского доминирования в русско-польских отношениях древнерусской эпохи, тенденциозно подбирая реляции о действительно имевших место событиях, сочетая их с авторским вымыслом. Русские князья изображались им как слабые правители и наделялись преимущественно негативными характеристиками.
Функциональность полоноцентричных концепций Длугоша и его последователей была весьма высокой. В результате их популяризации в трудах историков XVI века в историческом сознании не только польских, но и европейских элит закрепился стереотип необратимости подчинения русских земель Польше, что способствовало развитию комплекса превосходства польских политических и культурных ценностей, обернувшегося в свою очередь принижением роли цивилизационного потенциала восточного славянства. Сочинения польских историков получили широкое распространение в европейских странах благодаря использованию книгопечатания и латыни как языка международного общения европейских интеллектуалов. Существенную роль играло также то, что европейские учёные, в отличие от польских авторов, не имели доступа к русским летописям и полностью полагались на полоноцентричные интерпретации истории Руси. В некоторой степени этой тенденции противодействовали немногочисленные «сказания иностранцев» — труды путешественников на Русь, такие как трактат Сигизмунда Герберштейна, разъяснявшие связи Русского государства с древнерусским наследием. В целом же, польская точка зрения на историю Руси стала одной из причин формирования преимущественно негативного образа России в европейской историографии Нового времени.
В 1479 году Длугош первым в истории употребил применительно к ордынскому владычеству на Руси термин «иго»: «Свергнув варварское иго, [Иван Васильевич] освободился со всеми своими княжествами и землями и иго рабства, которое на всю Московию в течение долгого времени… давило, сбросил». Эта оценка также служит историкам как указание на то, что фактическое свержение ордынского ига связано с битвой под Алексином в 1472 году, а стояние на Угре 1480 года, произошедшее уже после смерти Длугоша, являлось защитой нового статуса-кво.

## Сочинения
- Грюнвальдская битва. — М.: Изд-во АН СССР, 1962. — (Литературные памятники). Переиздание: СПб.: Наука, 2007.
- Прусские хоругви (Banderia Prutenorum, 1448)
- Жизнеописание святого Станислава (1465);
- Жизнь святой Кинги;
- Каталоги и жизнеописания польских епископов (бреславльских, владиславских, познанских, гнезненских, краковских и плоцких; составлялись за время 1468—1478 г.);
- Книга имений краковской церкви (Liber beneficiorum dioecesis Cracoviensis).
- Описание гербов королей и королевства Польского (Insignia seu clenodia Regis et Regni Poloniae)